# 반집
반집은 덤바둑에서 무승부를 방지하기 위해 가상으로 설정해 놓은 한집의 절반(0.5집)을 의미한다.